# Herkulessaal
Herkulův sál (německy „Herkulessaal") je koncertní sál v Mnichově, Německo. Je součástí komplexu Královské rezidence v Mnichově, bývalého sídla bavorských králů.

## Historie

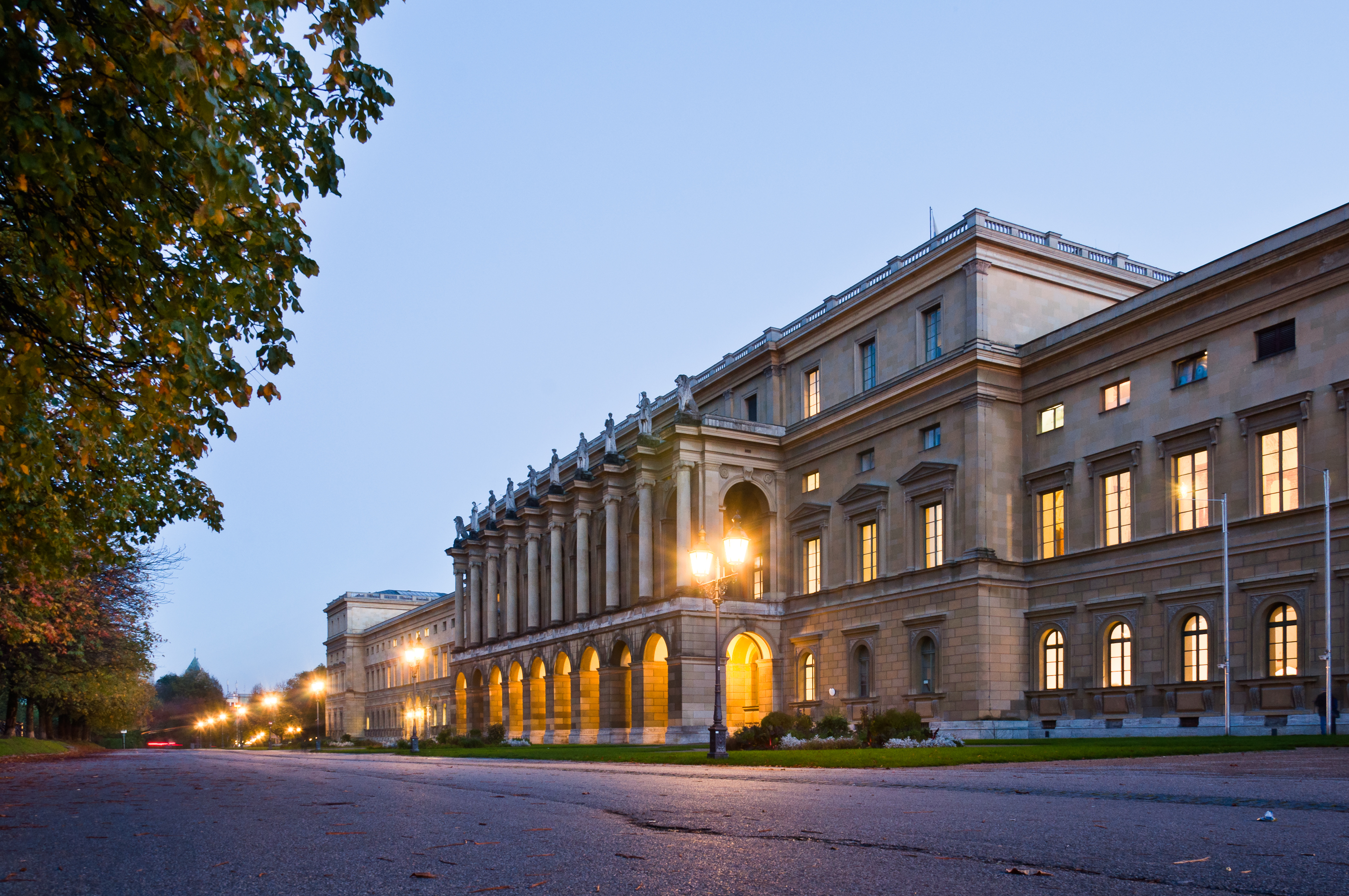
Festsaalbau, pohled od Dvorní zahrady („Hofgarten")

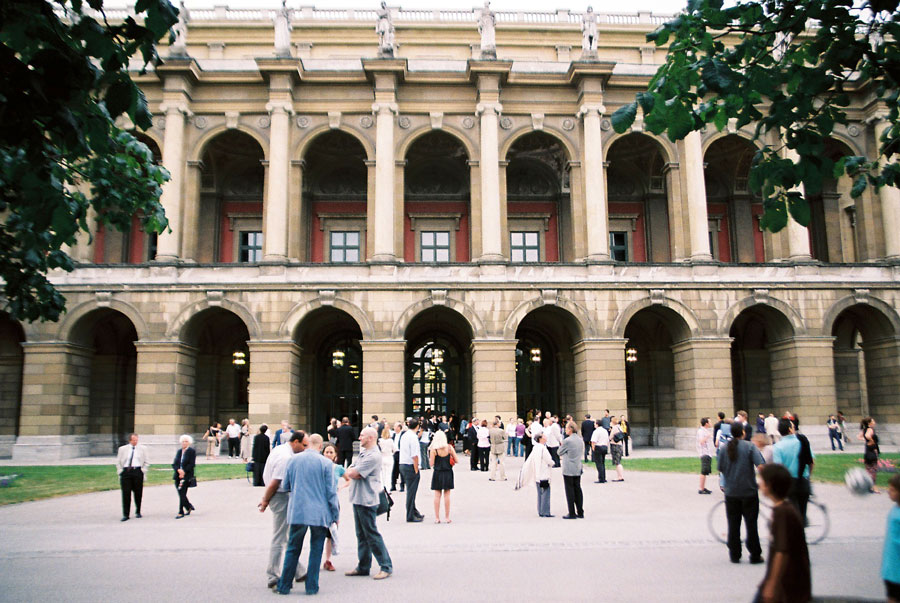
Detail fasády. Pohled od Dvorní zahrady

Herkulův sál se nachází ve Festsaalbau, což je severní křídlo Mnichovské rezidence sousedící s Dvorní zahradou („Hofgarten"). Tento trakt byl postaven za krále Ludvíka I. Bavorského a původně obsahoval řadu slavnostních sálů, jako Thronsaal uprostřed, Kaisersäle, Ballsaal a Schlachtensaal. V podkroví nechal Ludvík II Bavorský založit zimní zahradu s umělým jezírkem, maurským kioskem, rybářskou chatou a exotickou flórou a faunou, která však byla v roce 1897 zbourána. V roce 1944 bylo toto křídlo rezidence silně poškozeno bombardováním, ale ne více než jiné části, které pak byly brzy po válce věrně obnoveny s použitím jinde uschovaného vybavení jejich interiérů. Ani slavnostní sály nebyly nezachranitelně ztraceny, ale umění 19. století a především klasicisticko-historická mnichovská škola malířství nebyly tehdy žádané. A tak, jako v mnoha jiných případech například Nová pinakotéka („Neue Pinakothek"), vnitřní vyzdoba Glyptotéky („Glyptothek"), Dvorní kostel Všech svatých („Allerheiligen-Hofkirche"), se rozhodlo proti jejich věrné obnově.
Tradiční koncertní síň Mnichova, Odeon, byla rovněž bombardováním zničena a roku 1951 pak byla restaurována pouze její historická fasáda. Budova byla přestavěna na bavorské Ministerstvo vnitra. Jako vyrovnání bylo rozhodnuto vybudovat nový koncertní sál ve Festsaalbau Mnichovské rezidence.
K tomu došlo v letech 1951–1953. Zasloužil se o to archiekt Rudolf Esterer, který novou koncertní síň vybudoval v monumentálním neoklasicistním stylu. Jméno Herkulessaal je odvozeno od tapisérií, které nechal roku 1565 vytvořit vévoda Albrecht V. a které obrazově představují ságu z řecké mytologie o Herkulovi. Tapisérie visely v sále až do roku 1993 a pak byly nahrazeny tištěnými kopiemi. Asi od roku 1600 také v Rezidenci existoval slavnostní Herkulův sál, v patře pro dvorní dámy („Hofdamenstock der Residenz"), který byl za války zničen, ale roku 1959 znovu vystavěn, a aby nedocházelo k omylům, přejmenován na „Max-Joseph-Saal“.
Varhany pochází z varhanní dílny „G. F. Steinmeyer & Co". Byly postaveny v roce 1962, mají čtyři manuály a 74 registrů.

## Využití
Sál je vhodný pro koncerty, slavnostní akce, přednášky a konference pro celkem 1450 osob. Z toho 1270 míst je k sezení. V přízemí 855 osob a na balkoně 415. Míst k stání je 180. V přízemí 100, na balkoně 80.
Používá se pro symfonické koncerty i pro komorní hudbu. Protože Mnichov nemá žádný velký kostel s dobrou akustikou, náboženské sborové skladby se často uvádějí v Herkulově sálu. Pro velkou symfonickou hudbu byl užíván sál v kongresové hale („Kongresshalle“) německého muzea („Deutsches Museum") a od roku 1985 pak koncertní sál Philharmonie s 2387 místy k sezení v mnichovském kultirním centru Gasteig.